# 紫枝兔儿风
紫枝兔儿风（学名：Ainsliaea smithii）是菊科兔儿风属的植物，是中国的特有植物。分布于中国大陆的四川等地，生长于海拔3,100米至3,400米的地区，多生长于山地沟边和密林中，目前尚未由人工引种栽培。